# Juegos Aéreos Mundiales

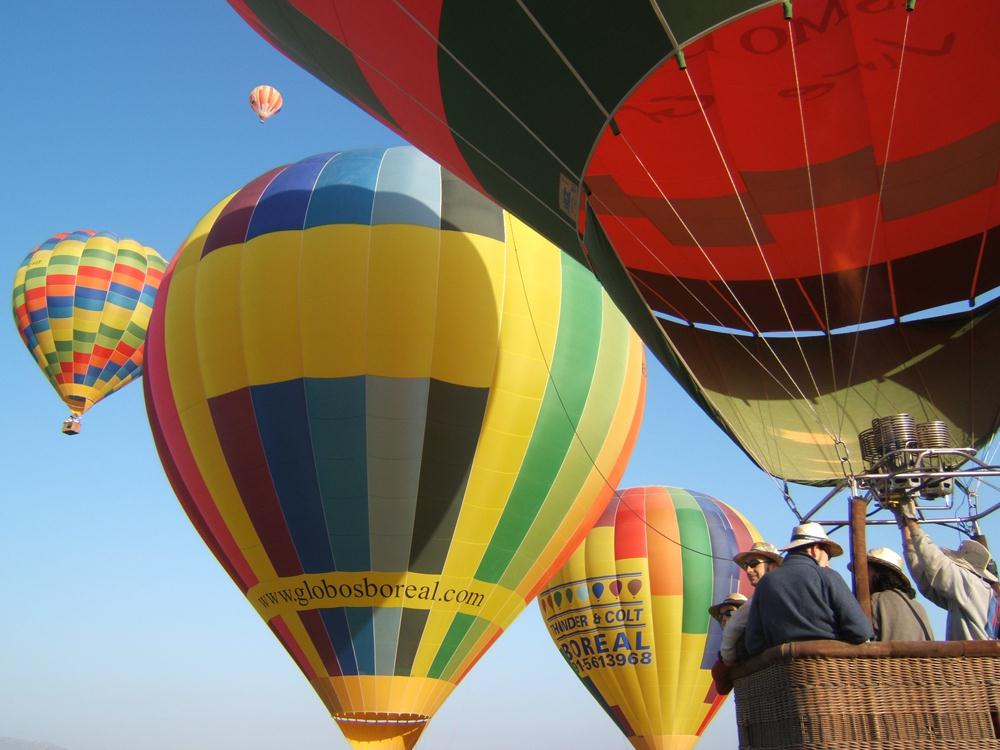
Globos aerostáticos

Los Juegos Aéreos Mundiales son el mayor evento oficial internacional de deportes aéreos del mundo, organizado por la Federación Aeronáutica International (FAI), inspirado en los Juegos Olímpicos. Se celebran cada un periodo de tiempo no inferior a cuatro años.

## Competiciones
Los Juegos Aéreos Mundiales incluyen actualmente los siguientes deportes aéreos:
- Acrobacia aérea
- Aeromodelismo
- Carreras aéreas
- Globo
- Deslizamiento
- Ala delta
- Helicóptero
- Ultraligero
- Paracaidismo
- Parapente

## Historial de los Juegos
| Número | Año                                  | País                   | Anfitrión                                                                      | Fecha                             |
| ------ | ------------------------------------ | ---------------------- | ------------------------------------------------------------------------------ | --------------------------------- |
| 1      | 1997 Juegos Aéreos Mundiales de 1997 | Turquía                | Asociación Aeronáutica Turca (THK)                                             | 15 de septiembre-21 de septiembre |
| 2      | 2001 Juegos Aéreos Mundiales de 2001 | España                 | Real Federación Española de Aeronáutica (FAE), Real Aero Club de España (RACE) | 23 de junio-1 de julio            |
| 3      | 2009 Juegos Aéreos Mundiales de 2009 | Italia                 | Aero Club de Italia, Turín                                                     | 6 de junio-13 de junio            |
| 4      | 2015 Juegos Aéreos Mundiales de 2015 | Emiratos Árabes Unidos | Dubái                                                                          | 1 de diciembre-12 de diciembre    |
| 5      | 2022 Juegos Aéreos Mundiales de 2022 | Turquía                | Asociación Aeronáutica Turca (THK)                                             | septiembre                        |